# Asterodiscididae
Famille
Les Asterodiscididae sont une famille d'étoiles de mer de l'ordre des Valvatida.

## Systématique
La famille des Asterodiscididae a été créée en 1977 par Francis W. E. Rowe (d) avec comme genre type Asterodiscides. Sa création répondait à la nécessité d'inclure des taxons intermédiaires entre Goniasteridae et Oreasteridae, et la famille a été revue plusieurs fois et pourrait l'être encore à l'avenir, incluant notamment le genre Goniaster. 

## Caractéristiques

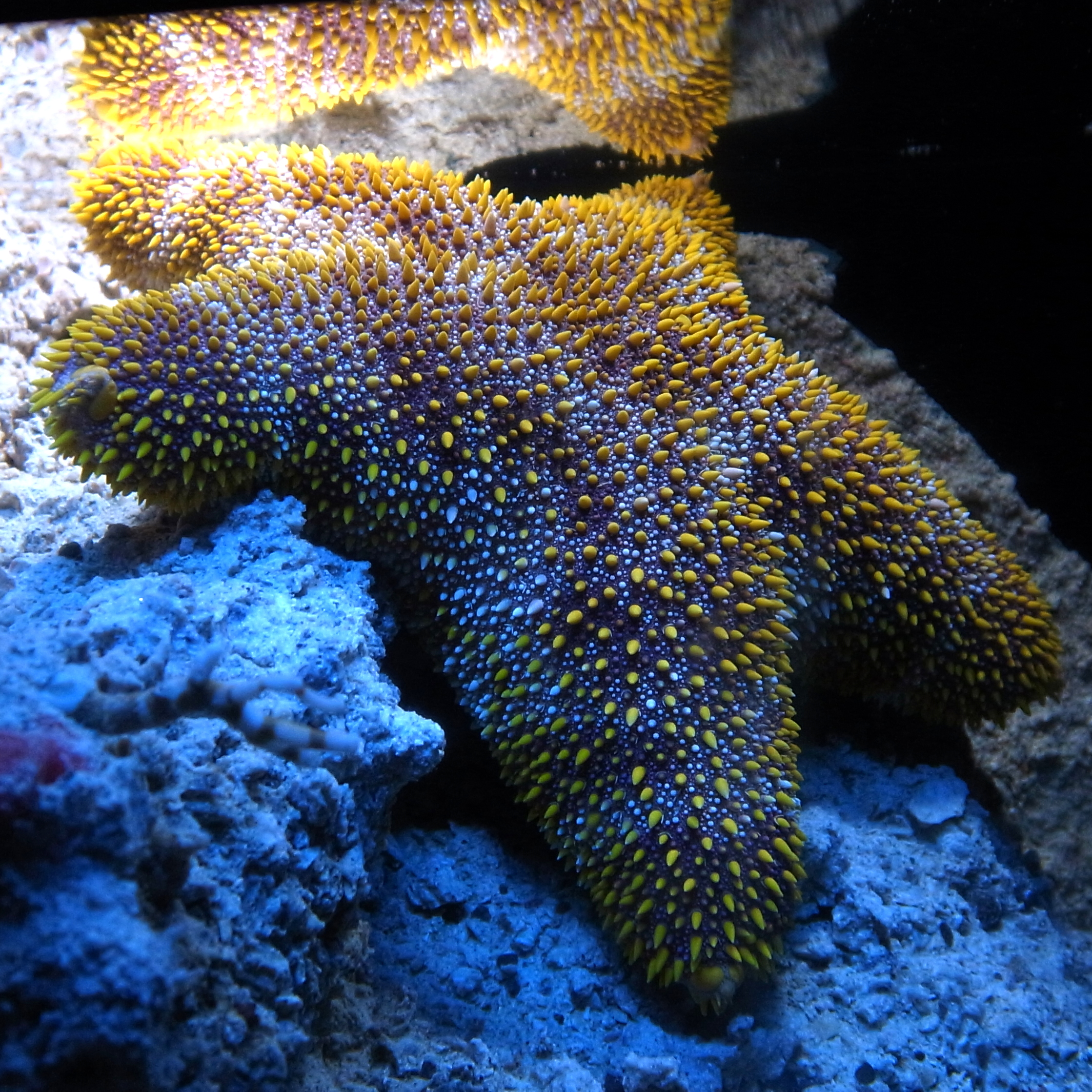
Asterodiscides japonicus

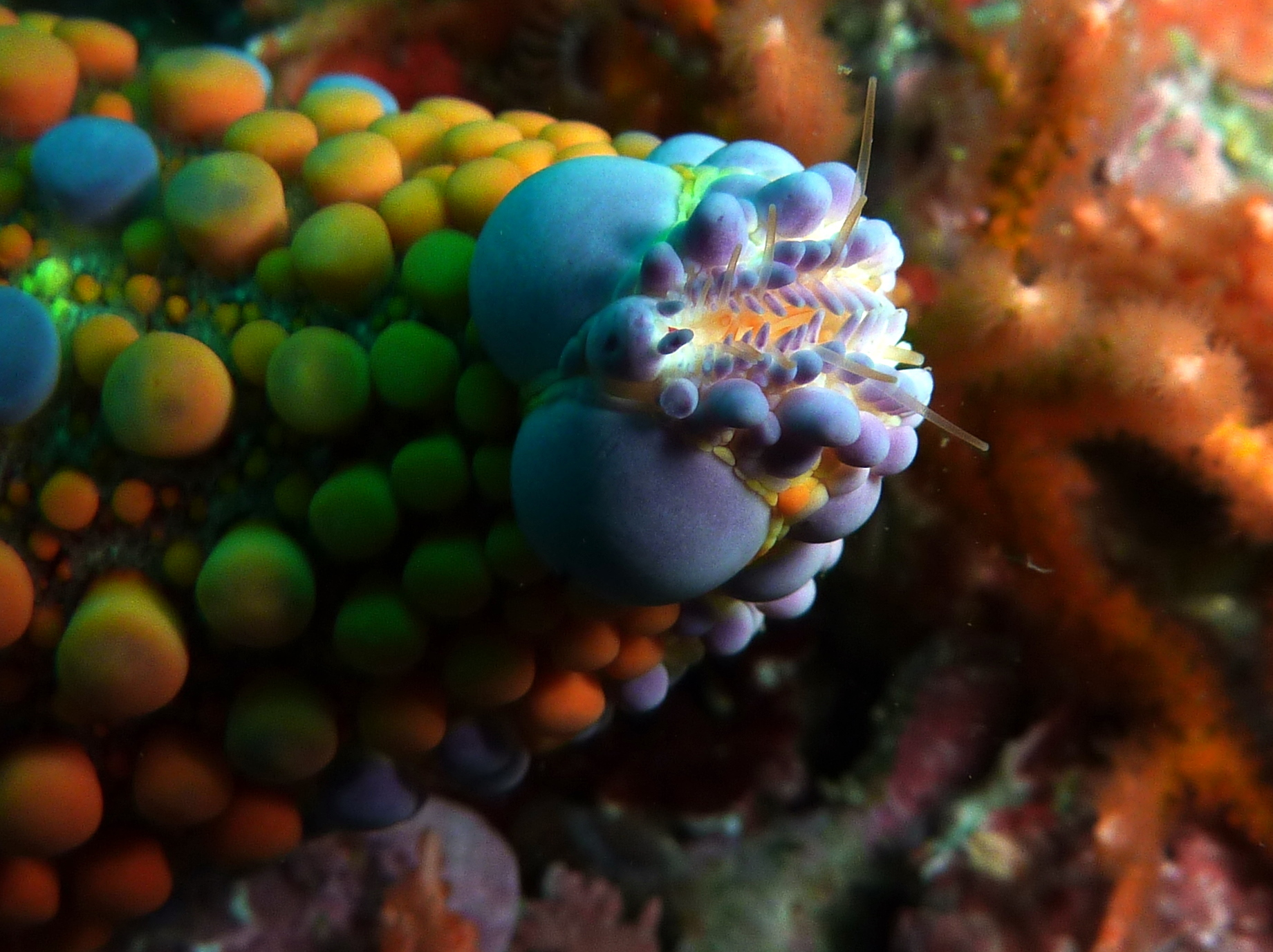
Ces deux grosses plaques supéromarginales terminales sont typiques de la famille (ici Asterodiscides truncatus).

Cette famille assez restreinte porte des tubercules plus ou moins coniques sur la face aborale et le plus souvent des papules sur les plaques intermarginales. Elle a également pour particularité que la paire de plaques terminales supéromarginales est très apparente sur les bras, alors que les autres plaques marginales sont dissimulées sous l'épiderme granuleux ; cependant ce caractère n'est plus systématique depuis la révision de 2021. 
Les jeunes spécimens sont aplatis et pentagonaux comme de nombreuses Goniasteridae, mais avec des épines ou tubercules déjà bien manifestes au moins sur les plaques supéromarginales.

## Liste des espèces
Selon World Register of Marine Species (11 avril 2021) :
- genre Amphiaster Verrill, 1868
  - Amphiaster insignis Verrill, 1868 -- Pacifique est
- genre Asterodiscides A. M. Clark, 1974
  - Asterodiscides belli Rowe, 1977 -- Somalie
  - Asterodiscides bicornutus Lane & Rowe, 2009 -- Philippines
  - Asterodiscides cherbonnieri Rowe, 1985 -- Madagascar (sud)
  - Asterodiscides crosnieri Rowe, 1985 -- Madagascar (nord)
  - Asterodiscides culcitulus Rowe, 1977 -- Australie occidentale
  - Asterodiscides elegans (Gray, 1847) -- Indo-Pacifique tropical
  - Asterodiscides fourmanoiri Rowe, 1985 -- Madagascar (sud)
  - Asterodiscides grayi Rowe, 1977 -- Australie orientale et peut-être Arabie
  - Asterodiscides helonotus (Fisher, 1913) -- Philippines
  - Asterodiscides japonicus Imaoka, Irimura, Okutani, Oguro, Oji & Kanazawa, 1991 -- Japon
  - Asterodiscides lacrimulus Rowe, 1977 -- Somalie
  - Asterodiscides macroplax Rowe, 1985 -- Australie occidentale et peut-être orientale
  - Asterodiscides multispinus Rowe, 1985 -- Nord-Est de l'Australie
  - Asterodiscides pinguiculus Rowe, 1977 -- Australie occidentale
  - Asterodiscides soleae Rowe, 1985 -- Australie occidentale et peut-être mer Jaune
  - Asterodiscides tessellatus Rowe, 1977 -- Australie occidentale
  - Asterodiscides truncatus (Coleman, 1911) -- Sud-Est de l'Australie et Nouvelle-Zélande
  - Asterodiscides tuberculosus (Fisher, 1906) -- Hawaï
- genre † Kionaster Blake & Portell, 2011
  - † Kionaster petersonae Blake & Portell, 2011
- genre Paulia Gray, 1840
  - Paulia horrida Gray, 1840 -- Pacifique est (Galapagos)
- genre Pauliastra Mah, 2021
  - Pauliastra aenigma (Ludwig, 1905) -- Costa Rica
- genre Uokeaster Mah, 2021
  - Uokeaster ahi Mah, 2021 -- Île de Pâques

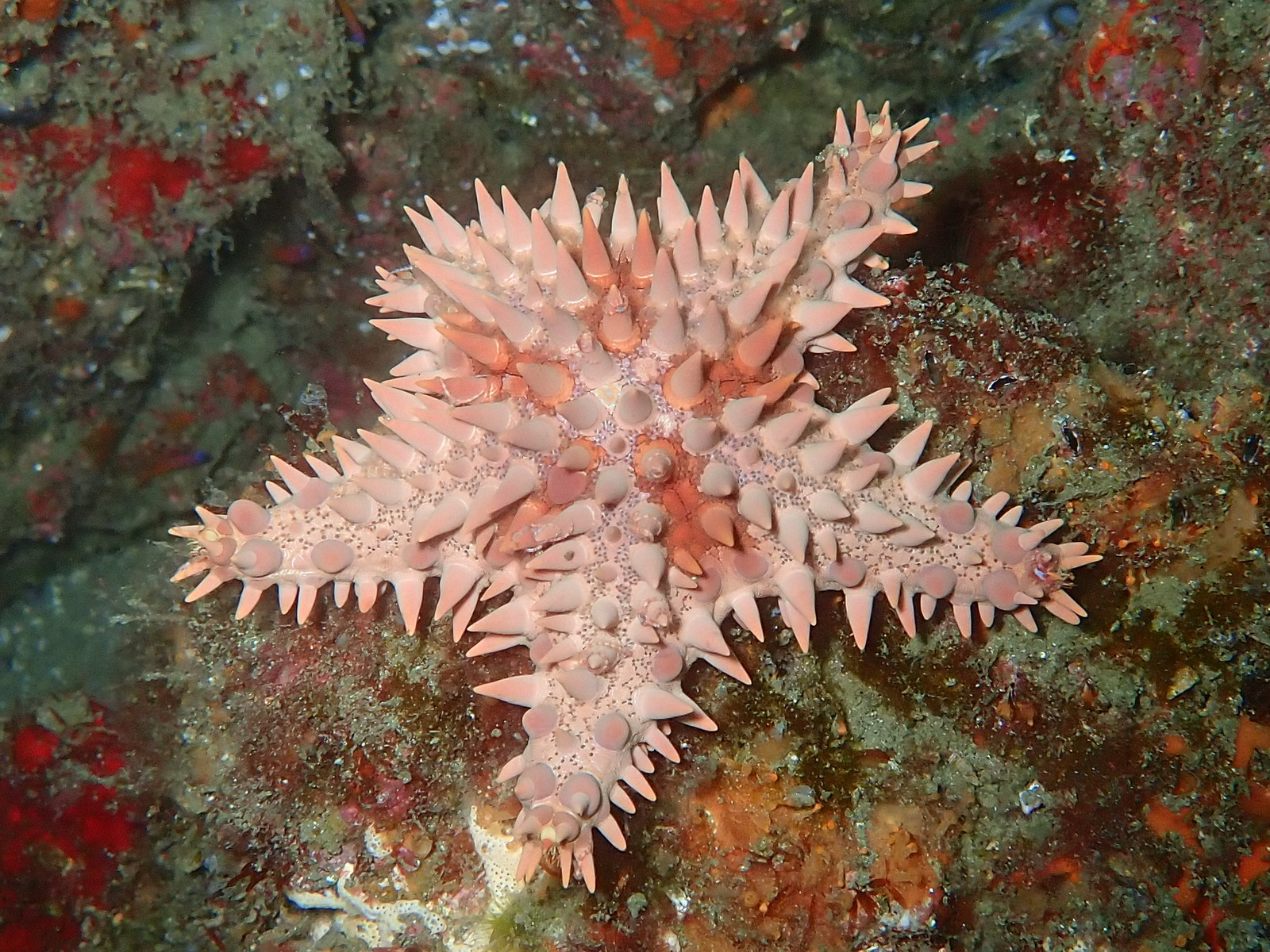
Amphiaster insignis.
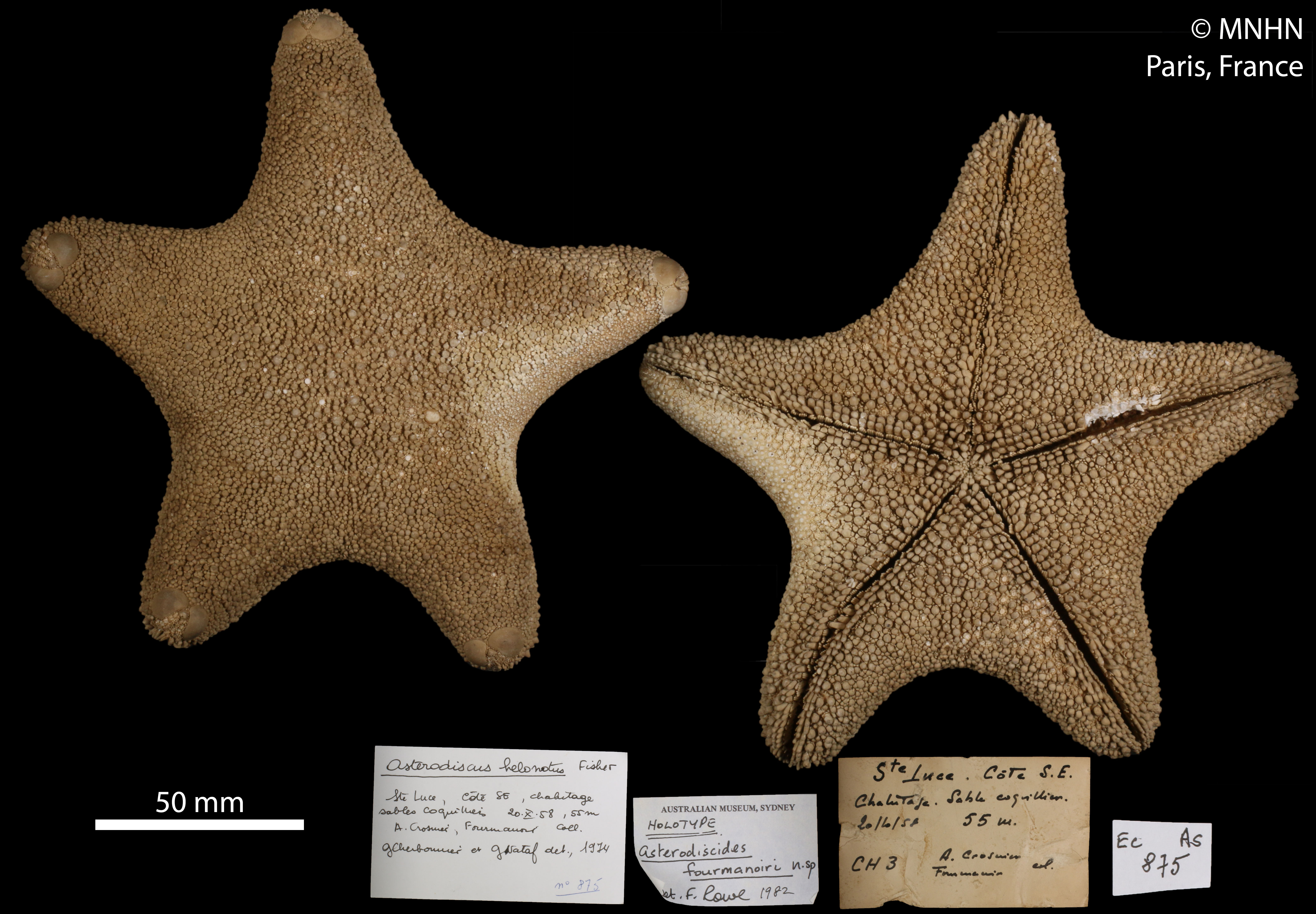
Asterodiscides fourmanoiri.
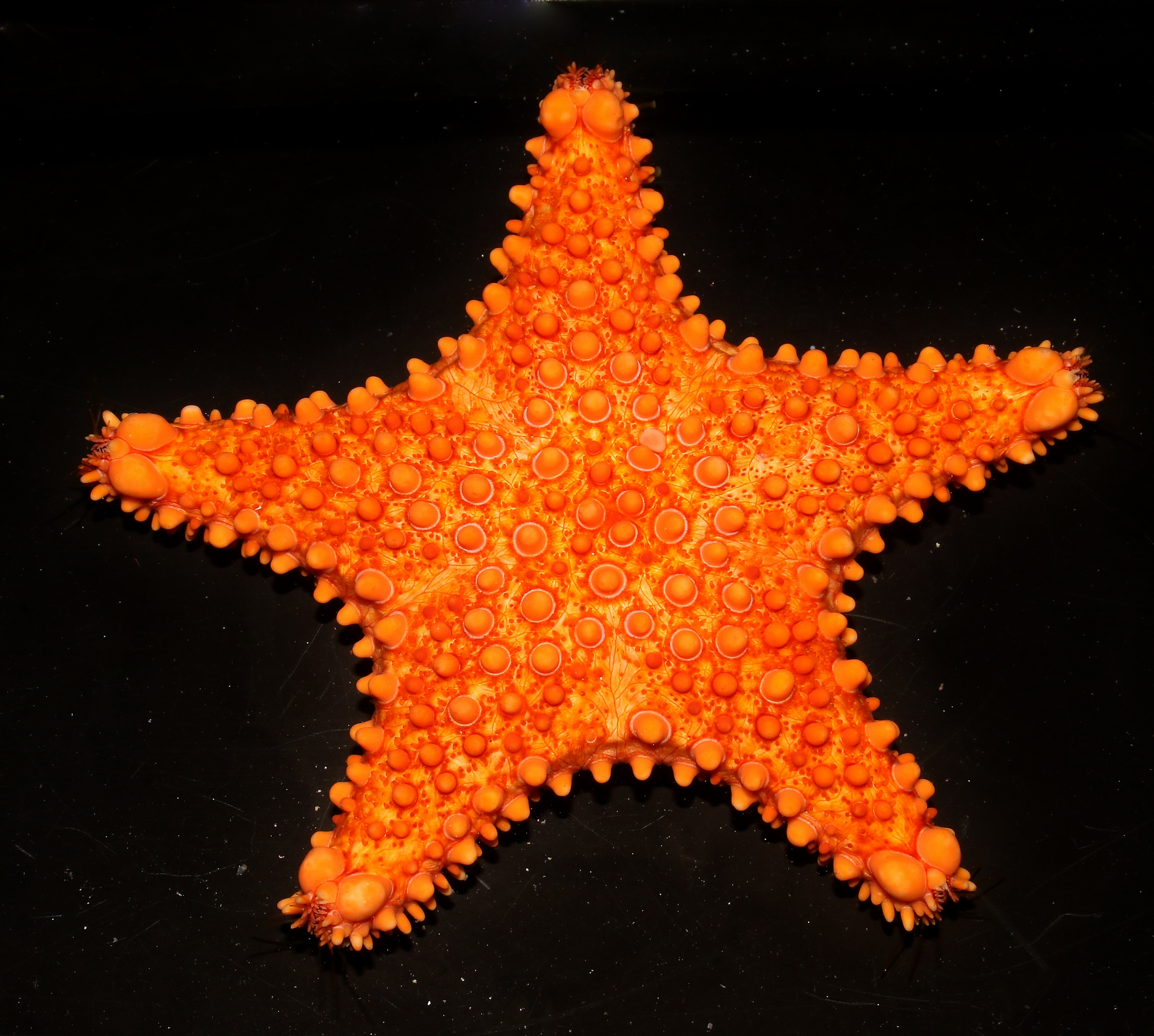
Uokeaster ahi.

Blake & Portell (2011) ajoutent également le genre fossile du Miocène Kionaster (trouvé en Floride).

## Publication originale
- (en) F. W. E. Rowe, « A new family of Asteroidea (Echinodermata), with the description of five new secies and one new subspecies of Asterodiscides », Records of the Australian Museum, Sydney, Australian Museum et Shane F. McEvey (d), vol. 31, no 5,‎ 30 septembre 1977, p. 187-233 (ISSN 0067-1975 et 2201-4349, OCLC 1385608, DOI 10.3853/J.0067-1975.31.1977.209, lire en ligne).

## Référence taxonomique
- (en) Animal Diversity Web : Asterodiscididae
- (en) BioLib : Asterodiscididae Rowe, 1977 (consulté le 11 avril 2021)
- (en) Catalogue of Life : Asterodiscididae Rowe, 1977 (consulté le 10 avril 2023)
- (fr + en) ITIS : Asterodiscididae Rowe, 1977 (consulté le 11 avril 2021)
- (en) NCBI : Asterodiscididae (taxons inclus) (consulté le 11 avril 2021)
- (en) Paleobiology Database : Asterodiscididae Rowe, 1977
- (en) WoRMS : Asterodiscididae Rowe, 1977 (+ liste genres + liste espèces) (consulté le 11 avril 2021)